# Ванино (Орловская область)
Ванино — деревня в Урицком районе Орловской области России.
Входит в состав Котовского сельского поселения.

## География
Расположена по обеим берегам реки Орлик, западнее села Сергиевское, граничит с посёлком Пробуждение, деревнями Титово-Матыка, Титово и Котово. Просёлочная дорога соединяет Ванино с автотрассой Р-120.
В деревне имеется одна улица — Ванино.

## Население
| 2010 |
| ---- |
| 34   |